# Selenaria minor
Selenaria minor is een mosdiertjessoort uit de familie van de Selenariidae. De wetenschappelijke naam van de soort is voor het eerst geldig gepubliceerd in 1911 door Maplestone.